# Ketuvim
A Ketuvim, Ketubim vagy Kszovim (héberül כְּתוּבִים Ketúvím; Kətûvîm) „amik le vannak írva”, innen Írások vagy Iratok) a Tanakh (a héber Biblia) harmadik, utolsó része a Tóra (Törvény) és a Neviim (Próféták) után.

## Keletkezése és kanonizációja
A Ketuvim egy része, így a Példabeszédek és a Zsoltárok a babilóni fogság Kr. e. 586. - Kr. e. 538.) előtt keletkeztek, végső formájukat csak később nyerték el. 

## Részei
A héber szöveghagyomány szerint Esdrás és Nehémiás könyvei egy könyvet alkotnak, a Ketuvim így 11 könyvből áll. Ezek a következők:
- Szifré emet (סִפְרֵי אֲמֶ״ת) – Költői könyvek (lit. (az) Igazság könyvei)
  - Zsoltárok – תְּהִלִּים Tehillim (Tehillím / Thillím)
  - Példabeszédek – מִשְׁלֵי Mislé
  - Jób – אִיּוֹב Ijjóv
- Hámés megillót (חָמֵשׁ מְגִלּוֹת) – Öt tekercs
  - Énekek éneke (vagy Salamon éneke) – שִׁיר הַשִּׁירִים Sír hassírím
  - Rúth – רוּת Rúth (ask. Rúsz)
  - Siralmak – אֵיכָה Échá (ask. Échó) Jaj (vagy Qínót קִינוֹת Gyászénekek)
  - Prédikátor – קֹהֶלֶת Qóhelet (ask. Kóhelesz)
  - Eszter – אֶסְתֵּר Esztér
- Ketuvím (כְּתוּבִים) – Írások (Egyéb történeti könyvek)
  - Dániel könyve –  דָּנִיֵּאל Dánijjél, Donjel
  - Ezdrás könyve-Nehémiás könyve – עֶזְרָא נְחֶמְיָה Ezrá – Nechemjá (ask. Ezró-Nehemjó)
  - Krónikák könyve – דִּבְרֵי הַיָּמִים Divré hajjámím (ask. Divre hajómim)

## Leírás
- Szifré emet: Költői könyvek
  - E három könyv együttes neve Szifré emet (אמ"ת emet igazság, ami a könyvek héber nevéből (איוב, משלי, תהלים) származó mozaikszó). (Az Emet kantillációs jeleinek héber neve: taamé emet.)
- Hámés megillót: Az öt tekercs
  - Az öt tekercs név öt viszonylag rövid könyvet takar. Sok zsidó közösségben hagyományosan az év során a fenti sorrendben végigolvassák őket az ünnepeken, Pészahkor Salamon énekével kezdve.
- Ketuvim: Írások, azaz egyéb könyvek
  - A Ketuvim maradék könyveinek összefoglaló neve szintén Ketuvim. Ezek a zsidó hagyományban ugyan nem alkotnak külön egységes csoportot, de több közös jeggyel bírnak:
    - Viszonylag „új” eseményekről számolnak be (pl. a babilóni fogságról és a visszatérésről).
    - A Talmud hagyománya szerint szerzőik későiek.
    - Közülük kettő - Dániel és Ezdrás könyve - egyedülálló a Tanakhon belül abban, hogy jelentős részben arámi nyelven íródót.

## Lásd még
- Tanakh